# Das Tier im Dschungel
Das Tier im Dschungel (Originaltitel: La Bête dans la jungle, internationaler Titel: The Beast in the Jungle) ist ein Filmdrama von Patric Chiha. Dieses basiert auf der Kurzgeschichte The Beast in the Jungle von Henry James. Der Handlungsort wurde hierfür in einen Club in Paris verlegt, in dem zwei junge Gäste, gespielt von Anaïs Demoustier und Tom Mercier, 25 Jahre lang gemeinsam auf ein alles veränderndes Ereignis warten.
Der Film feierte im Februar 2023 im Rahmen der Internationalen Filmfestspiele Berlin seine Premiere und wurde am 21. März 2023 als Eröffnungsfilm der Diagonale erstmals in Österreich gezeigt. Der Kinostart in Österreich erfolgte Mitte September 2023, in Deutschland Anfang Oktober 2023.

## Handlung
May ist Mitte Zwanzig und besucht gemeinsam mit ihren Freundinnen Alice und Yacine und ihrem Freund Pierre einen Nachtclub in Paris. Auf der Empore erblickt sie einen jungen Mann dem sie durch den Club auf die Toilette folgt. Dort steckt sie ihm ein 2-Franc-Stück zu, weil der kein Geld dabei hat, um den Toilettenmann Monsieur Pipi zu bezahlen. Der Hüne heißt John, und May erkennt ihn aus ihrer Kindheit wieder, wo er ihr sein Geheimnis anvertraut hat. Schon als Kind habe er gewusst, dass er für etwas Großes auserwählt wurde, und nun warte er auf den Tag, an dem dieses alles verändernde Ereignis eintritt, das sein Leben völlig auf den Kopf stellen wird.
Fasziniert von dem großen, jungen Mann, kommt May regelmäßig in den Club. Fast jeden Samstag wird sie stets aufs Neue von der Türsteherin begrüßt. Während May gerne ausgelassen tanzt, beobachtet der stille John nahezu unbeweglich die tanzende Meute. Irgendwann tut es ihm May gleich. Dies tun sie von 1979 bis 2004 und erleben hier auf einem kleinen Fernsehbildschirm Mitterrands Amtszeit, die Aidskrise, den Mauerfall und die Terroranschläge des 11. September mit, während sich die Musik von Disco zu Industrial verändert.

## Produktion

### Vorlage, Regie und Drehbuch
Der Film ist eine freie Adaption der Kurzgeschichte The Beast in the Jungle von Henry James, die 1903 in der Sammlung The Better Sort von Methuen in London und Scribners in New York veröffentlicht wurde.
Regie führte Patric Chiha, der gemeinsam mit Jihane Chouaib und Axelle Ropert auch die Kurzgeschichte von James adaptierte. Es handelt sich um den fünften Spielfilm des österreichischen Regisseurs ungarischer und libanesischer Abstammung. Während May und John 25 Jahre in dem Club verbringen, der Handlungsort, an denen sie in ihrem Drehbuch James’ Geschichte verlagerten, scheinen die beiden Protagonisten ihr Leben zu verpassen. Der Film versuche auch zu zeigen, dass Menschen immer etwas verpassen, wenn sie jeden Tag damit verbringen, auf etwas zu hoffen. Für ihn erschien ein Nachtclub der perfekte Ort für Menschen, die mehr leben möchten, gleichzeitig aber das Leben verpassen, und ein Ort, wo man beim Tanzen in der Gegenwart zu sein glaubt, gleichzeitig aber die Realität draußen lässt.
In der Zeit, in der sie am Drehbuch arbeiteten, besuchte der Regisseur immer wieder Nachtclubs, überwiegend in Berlin. Im dortigen Berghain sei man physisch Teil der Party, wenn man sich auf der Tanzfläche befindet, und Zuschauer, wenn man vom Balkon aus auf die Menschen blickt. Wenn man dies tue und sich Geschichten über diejenigen ausdenkt, denen man hier zuschaut, mache man die Nacht zu einer Fiktion und zu etwas viel größerem als eine Clubnacht. Das Tier im Dschungel sei so etwas wie ein Dokumentarfilm über einen Nachtclub von 1979 bis 2004 geworden.

### Besetzung, Förderungen und Dreharbeiten
Anaïs Demoustier und Tom Mercier spielen in den Hauptrollen May und John. Béatrice Dalle, die die Türsteherin des Clubs spielt, den sie besuchen, und auch als Erzählerin fungiert, war bereits in Chihas Film Domaine von 2009 in der Hauptrolle zu sehen. In einer Nebenrolle ist der Schweizer Schauspieler Martin Vischer als Mays Freund Pierre zu sehen. Sophie Demeyer und Bachir Tlili spielen ihre Freundinnen Alice und Yacine. Pedro Cabanas spielt den Toilettenmann namens Monsieur Pipi.
Der Film wurde unter anderem von Screen Brussels, vom Österreichischen Filminstitut und vom Centre National du Cinéma et de L' Image Animée gefördert.
Die Dreharbeiten fanden in Wien und Brüssel statt. In der belgischen Hauptstadt drehte man im Club Mirano, in Bruxelles-Ville und in der Gemeinde Saint-Josse-ten-Noode in der Nähe von Brüssel. Als Kamerafrau fungierte Céline Bozon.

### Filmmusik und Veröffentlichung
Die Filmmusik komponierten Yelli Yelli, Renzo S und Miles Oliver. Das Soundtrack-Album mit insgesamt 16 Musikstücken wurde im August 2023 von CRYBABY als Download veröffentlicht.
Die Premiere erfolgte am 17. Februar 2023 im Rahmen der Internationalen Filmfestspiele Berlin, wo er in der Nebensektion Panorama gezeigt wurde. Am 21. März 2023 wurde Das Tier im Dschungel als Eröffnungsfilm der Diagonale erstmals in Österreich gezeigt. Ende Juni 2023 wurde der Film beim Champs-Elysées Film Festival vorgestellt. Der Kinostart in Österreich erfolgte am 15. September 2023 und in Deutschland am 5. Oktober 2023.

## Rezeption

### Kritiken
Wendy Ide von screendaily.com schreibt in ihrer Kritik, ein Teil der Pointe der Geschichte sei diese Art Lähmung, eine Passivität, die daraus resultiert, dass man nie im Moment lebt, aus Angst, ein wichtigeres Ereignis zu verpassen, das gleich passiert. Die Routine, der sich May und John hingeben, sei vielleicht der Geschichte dienlich, lasse Das Tier im Dschungel aber auch zu einem Film werden, der sich ein wenig repetitiv anfühlt und nicht immer für das dynamischste Seherlebnis sorgt. Den Club vergleicht Ide mit einer glitzernden Schneekugel, die vom Rest der Welt, der Mittelmäßigkeit und Alltäglichkeit abgeschottet ist.

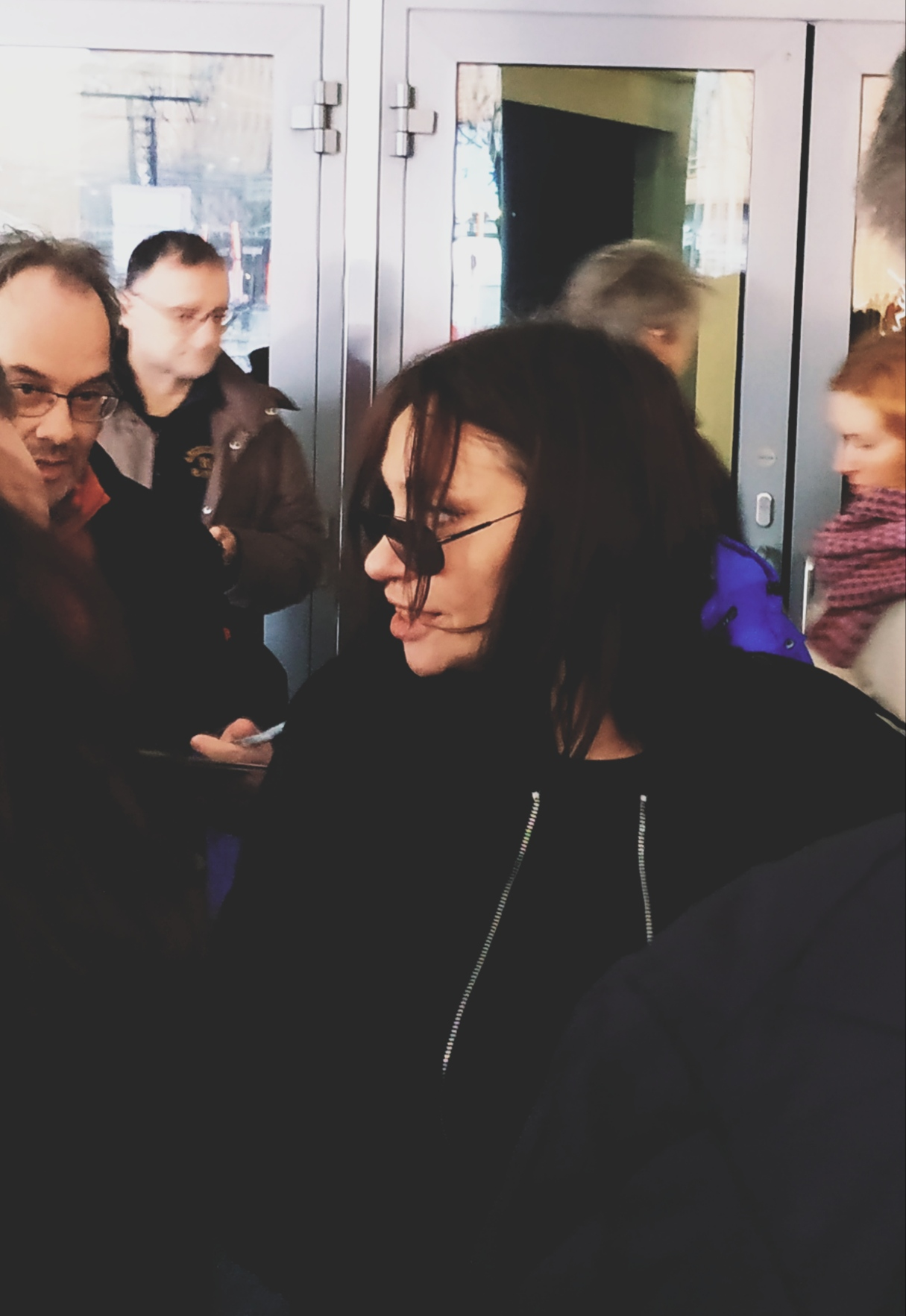
Béatrice Dalle, hier im Februar 2023 bei der Berlinale spielt die Türsteherin des Clubs

Hans Bonhage von uncut.at schreibt, wie May rätsele man zunächst, worum es sich bei dem Ereignis handeln könnte. Dann aber übertrage der Film mit einer unglaublichen visuellen Verspieltheit die gleiche Anziehungskraft, die der Club und John auf May ausübt, auf seine Zuschauer: „Vampirähnlich scheinen die Figuren nur in diesem Club zu existieren, der in seinen überästhetisierten Szenen ebenfalls völlig aus der Welt entrückt zu sein scheint. Tanzszenen, laute Musik, expressionistische Nahaufnahmen und beeindruckende Farb- und Lichtstimmungen dominieren den Film.“ Diese visuelle Klarheit gebe den existentiellen Fragen, die die Figurenanordnung eröffnet, den perfekten Raum, und der Kontrast zwischen dem exzessiven Hedonismus der Tanzenden und den beobachtenden Blicken der Wartenden schaffe eine Traumwelt, die in ihrer Überhöhung die Tragik des menschlichen Daseins ausstellt. Zuletzt könne man kaum über Das Tier im Dschungel reden, ohne ins Schwärmen zu geraten ob der großartigen Schauspieler, die diese Welt bevölkern. Anaïs Demoustier und Tom Mercier spielten die Anziehungskraft, die zwischen ihren ungleichen und doch auf mystische Weise füreinander bestimmten Figuren herrscht, herausragend.
Clarisse Fabre bemerkt in ihrer Kritik in Le Monde, Béatrice Dalle wirke mit ihrem schwarzen Umhang in der Rolle der Türsteherin düster und wie das weibliche Gegenstück zu Charon, der in der griechischen Mythologie Seelen ins Totenreich bringt.
Gaby Sikorski, Filmkorrespondentin der Gilde deutscher Filmkunsttheater, schreibt, wenn am Ende des Films, nach über dreißig Jahren in einer zeitlos angesagten Disco, Chiah eiskalt seine Lösung auspackt, die damit beginnt, dass May krank wird, löse sich langsam das Rätsel, und die Zuschauer fänden Einlass in die Gedankengänge der beiden Protagonisten. Die Fragen, die sich im Film auftun, würden diejenigen, die den Film gesehen haben, lange nicht loslassen, genauso wie die manchmal verstörenden, immer faszinierenden Bilder der Tänzer in diesem einzigartigen Club.

### Auszeichnungen
Diagonale 2023
- Auszeichnung für die Besten Kostüme (Claire Dubien)[19]

Internationale Filmfestspiele Berlin 2023
- Nominierung für den Panorama Publikumspreis